# Legenda Hallowajów
Legenda Hallowajów (ang. The Legend of Hallowaiian) – amerykański film animowany z 2018 roku w reżyserii Seana O’Reilly’ego, wyprodukowany przez wytwórnie Arcana Studio, SC Films i Fresh Baked Films.
Premiera filmu odbyła się w Stanach Zjednoczonych 16 września 2018 na DVD. Dwa lata później, 22 lipca 2020, film został wydany w Polsce w usłudze VOD z polskim dubbingiem.

## Fabuła
Akcja filmu rozgrywa się na Hawajach podczas Halloween. Trójka młodych przyjaciół – Kai, Eddi i Lelalni odkrywają tajną jaskinię, w której znajdują skrzynię z tajemniczą figurką. Otwierając kufer przyjaciele uwalniają starożytnego demona z głową w kształcie ananasa, który zaczyna zagrażać wyspie. Aby pozbyć się potwora, Kai musi odkryć tajemnicę swego pochodzenia i uwierzyć w starożytne opowieści przodków.

## Obsada
| Rola         | Oryginalny dubbing | Polski dubbing     |
| ------------ | ------------------ | ------------------ |
| Kai          | Noah Schnapp       | Jakub Gąsowski     |
| Eddi         | Keifer O’Reilly    | Jakub Szyperski    |
| Lelalni      | Teilor Grubbs      | Zuzanna Bernat     |
| Pono         | Mark Dacascos      | Michał Breitenwald |
| Nana         | Tia Carrere        | Agnieszka Matysiak |
| Bogini ognia | Vanessa Williams   | Anna Sztejner      |